# Frank Travieso
Frank Travieso (* 21. März 1980 in Havanna) ist ein ehemaliger kubanischer Radrennfahrer.
Frank Travieso gewann 2003 eine Etappe bei der Tour of Ohio. Zwei Jahre später war er auf einem Teilstück der Tour of Puerto Rico erfolgreich. Seit 2006 fährt Travieso für das US-amerikanische Continental Team AEG Toshiba-Jetnetwork. In seiner ersten Saison dort gewann er jeweils eine Etappe beim Jacksonville Cycling Classic und beim International Cycling Classic. 2007 wurde er Erster der Gesamtwertung bei der Tour of the Bahamas, gewann eine Etappe bei der USA Crits Southeast Series, zwei bei der Tour of Belize und den Grand Prix Mengoni-New York City.

## Erfolge
2007
- zwei Etappen Tour of Belize

2007
- Gesamtwertung Tour of the Bahamas

## Teams
- 2006 AEG Toshiba-Jetnetwork
- 2007 AEG Toshiba-Jetnetwork
- 2008 Toshiba-AEG
- 2010 Jamis-Sutter Home
- 2011 RealCyclist.com Cycling Team
- 2012 Team Coco’s
- 2013 Team SmartStop-Mountain Khakis